# Стели мая

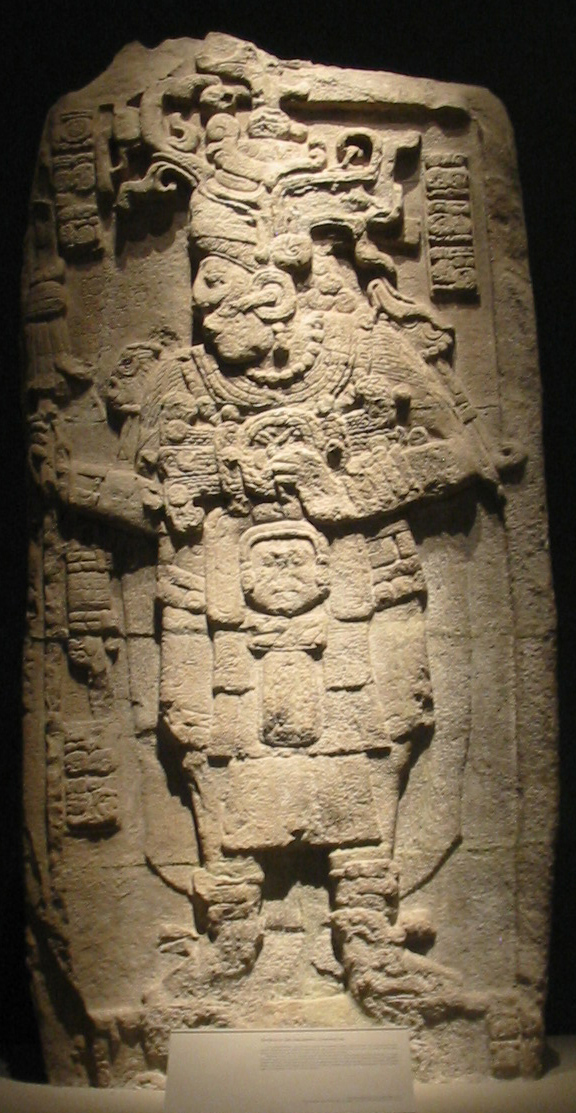
Стела з Калакмуля

Стели мая — вид скульптури, пам'ятки пластики часів існування цивілізації мая. Являють собою предмет мистецтва і водночас важливе джерело з політичного, економічного і соціального життя стародавніх мая. Зазнало впливу ольмеків та теотіуаканців.

## Значення
Стели представляються собою своєрідний осередок мистецтва, історії, писемності і календаря, що є абсолютно унікальним і самостійним культурним явищем. Дотепер воно повністю не розкрито та досконало не досліджено. Постійно відбуваються наукові розвідки стосовно призначення стел, їхньої багатофункціональності, перестановки, навмисного псування і знищення в давніх містах, співвідношення часу виготовлення і встановлення монумента з висіченим на ньому календарною датою по ері мая, наявність поруч зі стелами вівтарів для жертвопринесень і схованок з ритуальними дарам.
За однією з гіпотез, ці кам'яні монументи встановлювалися маянами виключно для відліку певних циклів часу наче хронологічні віхи 20-річь-катунів. Інші вчені розглядаються їх не лише у зв'язку з катунами, а як поховальні монументи (або пам'ятки ритуального характеру). Світський характер стел відстоювала Тетяна Проскурякова. Відображення на стелах зв'язок релігії та історичних подій, підтвердження статус правителів з боку небесних сил розглядав Юрій Кнорозов. Вони підтверджували волю богів на трон. Тому часто при появі нової династії знищувалися стели, встановлені за володарів поваленої династії.
Водночас існує думка, що стели (або той, хто на них зображувався) були також об'єктом поклоніння та місцем біля якого здійснювалися ритуали. Споруджувалися на честь закінчення чергового циклу в 10 (лахантун) і 5 (хотун) років, а також ювілейного «двадцятиріччя» (катун). З огляду на мотиви, зображених на їхній лицьовій стороні, стели поділяють на: переможні або військові, династичні і культові (ритуальні).

## Опис
Розміри стели класичного періоду дуже значні: висота понад 3 м до 10,6 м, ширина — 1-2 м, товщина — 20-60 см; вага від 4 до 65 тонн. Переважно різьблені столи зустрічаються групами по кілька штук, переважно біля основи монументальних кам'яних будівель — найчастіше біля храмів, в дуже рідкісних випадках біля палаців (у підніжжя головних сходів, на нижніх уступах піраміди). Іноді поодинокі стели знаходять і всередині храмових приміщень.
Здебільшого супроводжуються круглими вівтарями, зокрема з явними слідами спалювання пахощів і принесення жертвопринесень, і підземними тайниками з ритуальними дарами специфічного змісту (під основою стели або поблизу неї).
На них закарбовані різноманітні культові та світські сцени, що супроводжувалися ієрогліфічними написами календарного та історичного характеру. Усі персонажі мають антропоморфний вигляд. Зазвичай на стінах зображені представники правлячих царських династій міст-держав мая зі стандартними атрибутами влади, в меншій — боги і жерці, а родичі правителів, звірі та птахи, полонені є додатковим антуражем.
Багато стел мая взагалі позбавлені будь-яких різьблених написів і зображень. Існує вельми обґрунтоване припущення про те, що в минулому ці нині гладенькі монументи були вкриті шаром білого стукко і потім розписані ієрогліфами і зображеннями.

## Створення
Як матеріал застосовували жовтуватий вапняк, базальт, вулканічний туф, червоний пісковик, сланці. Особливо цінувався туф і вапняк, оскільки їх було легше обробляти. Водночас вони були порівняно з базальтом більш крихкими. Базальтові та пісковикові стели переважно створювали в Кірігуа.
Часто при створенні застосовувався стукко. Кам'яні брила добували у копальнях, іноді їх перетаскували на значні відстані. Доставляли шляхами, поклавши каміння на округлу деревину, що виконувала своєрідну роль роликів.
При обробці каміння застосовувалися дерев'яні молотки, молотки з кременю та базальту, кам'яні зубила різного розміру. Перед початком роботи відбувалося фарбування у різні кольори. Часто застосовувався синій та білий, а також червоний, жовтий та чорний.
При передачі обличчя на стелах застосовували прийоми: високого рельєфу, у трьох вимірах (Копан), плаского рельєфу (Яшчілан) зняття фону, так що на площині залишаються тільки високі точки зображення (Кіріґуа).

## Історія
Спорудження стел у маянських державах починається в середині докласичного періоду. Стели мають чотиригранну форму, являють собою стели-вівтарі. Перші з відомих на сьогодні стел створені у V ст. до н. е. в період Мірафлорес (гірська Гватемала та південні низини). Для них характерне зображення людей у статичних позах, стоячи, переважно у профіль, при одночасному представлені тварин або міфічних істот, що символізували богів або якісь сили природи. Стели створені у період Кайнак (200 до н. е.-200 н. е.) помітний вплив ольмекської культури, особливо пам'ятки з міст басейну Мірадор (Ель-Мірадор та Ель-Тінталь). Знайдені стели цього періоду зображують також богів та людей сидячи.
На стелах, що датуються кінцем III — початком IV ст., центральна фігура зображена ще досить невміло: через невірно знайдених пропорції вона здається важкою і присадкуватою, але завдяки нестатичності пози, різноманітному положенню рук загальний контур має певну життєвість і силу. Голова повернена в профіль, зазвичай вліво, якщо дивиться на стелу, точно так само, як плечі і руки, але торс подається у фас, ступні ніг представлені обов'язково в профіль, одна за одною. Характерні великі масивні підвіски у вухах, що нагадують про вплив ольмеків, складна прикраса-«ластівчин хвіст», що висить позаду біля пояса. Характерними пам'ятками цього періоду є стела 29 в Тікаля, стела 1 в Волантуні, стели 5, 9 і 10 в Вашактуні.
Наприкінці докласичного періоду (100—300 роки н. е.) перестають зводити стели з ієрогліфічними написами. Це пов'язують із вторгненням до цих міст іноземних загарбників та низкою природних катастроф.
У класичний період на передній стороні зазвичай висічена чоловіча постать — володаря або божества. Проте зустрічаються також жіночі фігури, хоча не так часто. Багатофігурні композиції на стелах зустрічаються зрідка. Найчастіше особа дається в профіль, рідко в три чверті, торс — у фас. Голови подовжені, великий орлиний ніс, маленький рот з опущеними кутами, невелике округле підборіддя, широкий, сильно відступаючий назад лоб, трохи косоокі, волосся пряме, витончені руки і ноги. Зворотний бік, а пізніше і дві бічні вкривалися орнаментикою і ієрогліфічними написами.
При цьому з ранньокласичного періоду спостерігаються 2 напрямки: зображення на стінах з постановкою фігури, подібною докласичному періоду, удосконалюючись в композиції, пропорціях і реалістичності трактування образу; композиції подані в фас, що поступово переходять до майже круглої скульптури. У містах південного сходу, зокрема Копані, Тоніні, Кіріґуа зуміли домогтися того, що фігура видавалася з площини стели приблизно на три чверті. В деяких містах, розташованих по річці Усумасинті (П'єдрас Неграс та ін.) фігуру володарі поміщали в ніші, яка знаходилась у верхній частині стели.
Наприкінці ранньокласичного періоду відбулися політичні події. За однією версією це були внутрішні конфлікти, за іншою — вторгнення ворогів. В результаті в період з 534 до 593 років стели з датами в більшості міст не споруджуються. При цьому в деяких містах, наприклад в Тікалі, археологи виявили, що в цей час кілька старих стел було розбите або повалено на землю. Це вдалося встановити завдяки тому, що пошкоджені або розбиті стели потім були ретельно відновлені і поміщені під новозбудовані храми.
Наприкінці VI ст. у багатьох містах знову починають створюватися датовані стели, насамперед ювілейні. Їхнє число безперервно зростає, а майстерність виконання підвищується.
Протягом наступного етапу (590—750 роки) фігури на стелах першого напряму мають статичні пози, але їх пропорції стають більш правильними, іноді з'являються спроби передати рух. Як і раніше голова головного персонажа повернута в ліву сторону, в праву — значно рідше; здебільшого і тіло показано в профіль, хоча є й зображення у фас; ступні ніг розгорнуті в різні боки. Велика увага приділяється ретельному зображенню декоративних деталей. Поступово майстри відмовляються від чотиригранної форми стели. Деяка скутість фігури, що диктується самою формою стели, творчо використовується: автор ставить своїм завданням зобразити правителя в урочистій, спокійно-величній позі. Обличчя його байдуже, очі або опущені на притиснутий до грудей горизонтальний церемоніальний жезл, символ його влади, або спрямовані вперед. Прикладом такого рішення є стела «Р» м. Копан, споруджена в 623 році.
Розквіт майстерності у спорудженні стел припадає на 2-гу пол. VIII — початок IX ст. У маянських містах створюються величні стели: заввишки понад 3 м та вагою понад 4 т. Найбільші стели знайдені в Кіріґуа — 11 м заввишки при вазі близько 65 т. У Копані та Паленке з'являється майже округла стела. При цьому зберігається традиція зведення чотиригранних стел. Водночас постає традиція, коли не лише в столичних містах споруджуються стели, а й порівняно невеликі центри і селища мая мали від 1 до 10 різьблених кам'яних стел. На них представлені досить одноманітні образотворчі мотиви і сцени, які демонструють стилістичний зв'язок з великим центром.
Зображення поміщені лише на лицьовій стороні, оборот стели — гладенький, по вузьких бокам розташовані стовпці ієрогліфічних написів. Застосовуються багатофігурні композиції: сходження на трон, тріумфальні сцени, володар з полоненими, ритуали та церемонії за участі ахавів (царів). Майстерність мая цього періоду виявляються в поєднані різних фігур, не залишаючи порожніх місць і не нагромаджуючи деталей. Завдання передавання перспективи вирішується горизонтальним поділом композиції на декілька зображень, при цьому нижні постаті зазвичай подавалися низьким рельєфом, а верхні — більш далекі — досягають горельєфної об'ємності. Всі деталі висічені з філігранною точністю, що нагадує гравіювання по міді. Велику увагу приділено величезному головному убору правителя, одягу і прикрасам усіх персонажів.
Пізній етап класичного періоду (2-га пол. IX—X ст.) характеризується різким занепадом майстерності. Фігури на стелах стають грубими і незграбними, а часом і потворними. Майстри абсолютно не дотримуються правильних пропорцій тіла. Присутнє нагромадження різноманітних деталей, що часто заглушає основну тему. Прикладом таких пізніх пам'ятників можуть служити стела 10 в Шультуні, стели 32 і 35 в Наранхо.
Традиція зводити стели у післякласичний період збереглася переважно у маян Юкатану. У цей період під впливом тольтеків стели стали споруджувати рідше — зазвичай 1 раз на 20 років або під час сходження на трон нового правителя. В одному з найзначніших міст цього періоду — Маяпані — археологи знайшли 13 різьблених і 25 гладеньких стел. Усі вони були встановлені в центрі міста, поблизу найважливіших храмових ансамблів. В ієрогліфічних рукописах післякласичного періоду стели називалися у маян «ках-тун» (cah-tun) — «міський камінь». Про традицію встановлення стел згадують іспанські хроністи Дієго де Ланда та Дієго Лопес де Когольюдо.